# ملک‌آباد (سرکور)
ملک‌آباد روستایی در دهستان سرکور بخش سرباز شهرستان سرباز استان سیستان و بلوچستان ایران است.

## جمعیت
بر پایه سرشماری عمومی نفوس و مسکن در سال ۱۳۹۵ جمعیت این مکان ۱۵۷ نفر (۳۵خانوار) بوده‌است.